# یویچی سای
 یویچی سای (انگلیسی: Yoichi Sai؛ زادهٔ ۶ ژوئیهٔ ۱۹۴۹) کارگردان و فیلم‌نامه‌نویس اهل ژاپن و مدیر انجمن صنفی کارگردانان ژاپن است. مادر وی ژاپنی بود و پدرش از کُره‌ای‌های ساکن در ژاپن بود.
سای در ۱۱مین جشنواره فیلم یوکوهاما برای فیلم A Sign Days برندهٔ جایزهٔ بهترین فیلم‌نامه شد.